# Élise Costa
Pour les articles homonymes, voir Costa.
Élise Costa, née le 24 décembre 1982 à Paris, est une journaliste française, spécialisée dans les affaires judiciaires.

## Biographie
Élise Costa, née le 24 décembre 1982 à Paris. Après son baccalauréat, elle suit des études de droit à l'université Bordeaux-IV, où elle obtient un master 2 en propriété littéraire et artistique.
Durant ses études elle tient un blogue, elixie.org, qui lui permet d’être repérée par les rédactions. Elle écrit pour des sites web, tel que 20 minutes ou encore Le Nouvel Obs. Elle devient journaliste pop culture et tient une chronique hebdomadaire pour le site de Vanity Fair.

## Carrière
En 2010, elle publie un roman docu-fiction, Comment je n’ai pas rencontré Britney Spears, aux éditions Rue Fromentin. Ce premier livre est salué par le public et la critique,,.
En 2012, elle commence sa collaboration avec Slate avec des reportages notamment sur des mystères d’écrivains. Cette série dure finalement un an, et fait l’objet d’un recueil du même nom Mystères d’écrivains : 50 histoires secrètes et insolites, publié aux éditions Armand Colin.
En 2015, à la suite du meurtre d’une jeune femme de vingt-trois ans, Eva Bourseau, à Toulouse, Élise Costa enquête sur l’affaire,. Elle lance alors les chroniques judiciaires de Slate.fr et s’inscrit en parallèle à la faculté de criminologie de Toulouse. Pour le magazine, elle couvre les procès et renouvelle le genre en publiant des épisodes au long format qui relatent les affaires judiciaires jugées,. Elle est membre de la presse judiciaire.
À l’été 2018, elle part en vacances dans un village des Pyrénées et lance un récit littéraire sur Instagram, sous forme de story, suivi par des milliers d’utilisateurs du site,,,.
Depuis 2019, elle enregistre un podcast pour Arte radio intitulée Fenêtre sur cour, qui entre dans le top 3 iTunes dès la première semaine et où elle raconte son quotidien de chroniqueuse judiciaire. Le programme dure trois saisons.
Avec Mathilde Largeteau, réalisatrice de podcasts, elle écrit en 2021 Le Système, un documentaire sonore sur la prison vue par les différents acteurs de l’univers carcéral.
En 2024, elle remporte le prix journalistique Angle Noir pour son sujet Soixante-trois ans de mariage publié sur Slate.fr.

## Publications
- Comment je n'ai pas rencontré Britney Spears, Rue Fromentin 2011  (ISBN 978-2953353815)
- Mystères d'écrivains : 50 histoires secrètes et insolites, Armand Colin, 2018  (ISBN 978-2200623081)
- Les Nuits que l'on choisit, Marchialy, 2023  (ISBN 978-2381340395)
- Écrire Mazan, Marchialy, 2025  (ISBN 978-2-38134-066-1)